# روی آندرشون
روی آندرشون (زاده ۳۱ مارس ۱۹۴۳) کارگردان سوئدی است. وی سازنده آثاری مانند یک عاشقانه‌ی سوئدی، گیلیاپ، شما زنده‌ها، آوازی از طبقه‌ی دوم، کبوتری روی شاخه نشسته و به هستی فکر می‌کند و درباره‌ی بیکرانگی است. فیلم کبوتری برای تأمل در باب هستی روی شاخه نشست که او کارگردانی کرده است برنده شیر طلایی از هفتاد و یکمین جشنواره فیلم ونیز شده است. کتاب «آوازهای از طبقه‌ی دومِ روی اندرسون؛ تأملی بر هستی انسانی» از اورسولا لیندکویست به ترجمه آرش حسن‌پور در نشر روزنه در سال 1398 انتشار یافته است.

## جایزه‌ها و افتخارات
- ۲۰۰۰: «جایزهٔ استیگ داگِرمن»
- ۲۰۰۰: جایزه ویژه هیئت داوران جشنواره بین‌المللی فیلم کن برای آوازهایی از طبقه دوم
- ۲۰۱۴: «شیر طلایی بهترین فیلم» برای کبوتری برای تأمل در باب هستی روی شاخه نشست (هفتاد و یکمین جشنواره فیلم ونیز)